# Oreochromis
Oreochromis — рід риб родини цихлові. Станом на 2013 рік налічував 33 види. Представники роду поширені переважно в прісних водах Африки та Західної Азії.
Для розведення і вирощування в Україні, переважно у підігрітих водах, у 60-х роках XX століття випробовувалося загалом 6 видів роду Oreochromis. Який із них і в яких з українських водойм зберігся станом на 2006 рік, точно не відомо, а про стійку натуралізацію в цьому випадку, мабуть, узагалі не йдеться. Відомо, що якусь тиляпію розводять у водоймі-охолоджувачі Запорізької АЕС, і у 2003 р. час жаркого літа риба дуже активно розмножувалася і дала сплеск чисельності, а її молодь змогла проникнути в Каховське водосховище, й наче успішно перезимувала.

## Види
- Oreochromis amphimelas (Hilgendorf 1905)
- Oreochromis andersonii (Castelnau 1861)
- Oreochromis angolensis (Trewavas 1973)
- Oreochromis aureus (Steindachner 1864)
- Oreochromis chungruruensis (Ahl 1924)
- Oreochromis esculentus (Graham 1928)
- Oreochromis hunteri Günther 1889
- Oreochromis ismailiaensis Mekkawy 1995
- Oreochromis jipe (Lowe 1955)
- Oreochromis karomo (Poll 1948) — каромо
- Oreochromis karongae (Trewavas 1941)
- Oreochromis korogwe (Lowe 1955)
- Oreochromis lepidurus (Boulenger 1899)
- Oreochromis leucostictus (Trewavas 1933)
- Oreochromis lidole (Trewavas 1941)
- Oreochromis macrochir (Boulenger 1912)
- Oreochromis malagarasi Trewavas 1983
- Oreochromis mortimeri (Trewavas 1966)
- Oreochromis mossambicus (Peters 1852) — тиляпія мозамбіцька
- Oreochromis mweruensis Trewavas 1983
- Oreochromis niloticus (Linnaeus 1758) — тиляпія нільська
  - Oreochromis niloticus baringoensis Trewavas 1983
  - Oreochromis niloticus cancellatus (Nichols 1923)
  - Oreochromis niloticus eduardianus (Boulenger 1912)
  - Oreochromis niloticus filoa Trewavas 1983
  - Oreochromis niloticus niloticus (Linnaeus 1758)
  - Oreochromis niloticus sugutae Trewavas 1983
  - Oreochromis niloticus tana Seyoum & Kornfield 1992
  - Oreochromis niloticus vulcani Trewavas 1933
- Oreochromis placidus (Trewavas 1941)
  - Oreochromis placidus ruvumae (Trewavas 1966)
- Oreochromis rukwaensis (Hilgendorf & Pappenheim 1903)
- Oreochromis saka (Lowe 1953)
- Oreochromis salinicola (Poll 1948)
- Oreochromis schwebischi (Sauvage 1884)
- Oreochromis shiranus Boulenger 1897
  - Oreochromis shiranus chilwae (Trewavas 1966)
- Oreochromis spilurus (Günther 1894)
  - Oreochromis spilurus niger (Günther 1894)
- Oreochromis squamipinnis (Günther 1864)
- Oreochromis tanganicae (Günther 1894)
- Oreochromis upembae (Thys van den Audenaerde 1964)
- Oreochromis urolepis (Norman 1922)
  - Oreochromis urolepis hornorum (Trewavas 1966)
- Oreochromis variabilis (Boulenger 1906) — тиляпія вікторійська

## Переглянуті (старі) назви
- Oreochromis alcalica див. Alcolapia alcalica (Hilgendorf 1905)
- Oreochromis grahami див. Alcolapia grahami (Boulenger 1912)
- Oreochromis latilabris див. Alcolapia latilabris (Seegers & Tichy 1999)
- Oreochromis malagarasi син. Oreochromis upembae Thys van den Audenaerde 1964
- Oreochromis ndalalani див. Alcolapia ndalalani (Seegers & Tichy 1999)
- Oreochromis pangani син. Oreochromis jipe (Lowe 1955)